# Elbdänen
Elbdänen war in den Jahren 1848 bis 1864 ein propagandistischer Begriff im Zusammenhang mit der Schleswig-Holstein-Frage.

## Hintergrund
Nationalliberale in den Staaten des Deutschen Bundes unterstellten seit dem Ausbruch der Schleswig-Holsteinischen Erhebung, dass einflussreiche nationalistische Kreise in Dänemark das Ziel verfolgten, das Königreich bis an die Elbe auszudehnen, also die auf deutscher Seite als Elbherzogtümer bezeichneten Schleswig, Holstein und Lauenburg vollständig einzuverleiben. Der Begriff wurde somit (in Verlängerung des Begriffs der Eiderdänen) zu einem Feindbild des nationalliberalen deutschen Bürgertums. Faktisch waren Holstein und Lauenburg damals Mitgliedsstaaten des Deutschen Bundes (vor 1806 Lehen des Römisch-Deutschen Reiches), wurden jedoch in Personalunion vom dänischen König (in der Eigenschaft als Herzog) regiert. Schleswig war dagegen ein Lehen Dänemarks. In sprachlich-kultureller Hinsicht waren Holstein und Lauenburg (nieder-)deutsch geprägt, während Schleswig sowohl von deutscher, dänischer als auch nordfriesischer Sprache geprägt gewesen war. Mit der zunehmenden Nationalisierung Mitte des 19. Jahrhunderts wurde Schleswig so zum Streitgegenstand deutscher und dänischer Nationalliberaler. Zeitlich überschneidend mit dem aufkommenden nationalen Konflikt vollzog sich in Teilen des südlichen und mittleren Schleswigs ein Sprachwechsel vom Dänischen und Friesischen zum Deutschen.
Die dänische Innenpolitik war Mitte des 19. Jahrhunderts tatsächlich von einem Gegensatz zwischen Nationalliberalen und konservativen Gesamtstaatlern geprägt. Während die dänischen Nationalliberalen die Schaffung eines dänischen Nationalstaats unter Einschluss Schleswigs (und Preisgabe Holsteins) wünschten (→Eiderdänen), hielten konservative Kräfte am multi-ethnischen und paternalistisch-konservativen Gesamtstaat (unter Einbeziehung Holsteins) fest. Um auf den Sprachwechsel im südlichen Schleswig zu reagieren, ließ die dänische Regierung in den Teilen des südlichen Schleswigs, in denen noch Dänisch als Umgangssprache verbreitet gewesen war, Deutsch durch Dänisch als Schulsprache ablösen (→Sprachreskripte), was von deutscher Seite als Affront und Ausdruck einer Danisierung angesehen wurde.
Mit der dänischen Niederlage im Deutsch-Dänischen Krieg 1864 wurde der Begriff obsolet.